# Antonio de la Fuente y Mendaña
Antonio de la Fuente y Mendaña (n. Astorga, León, 1738 - m. Cartago, Costa Rica, 2 de febrero de 1807) fue un funcionario español, que desempeñó el cargo de teniente de gobernador de la provincia de Costa Rica.

## Datos familiares
Fue hijo de don Ignacio de la Fuente y doña María de Mendaña. Casó en Cartago, Costa Rica, el 29 de mayo de 1763, con doña María Francisca de Alvarado y Baeza, hermana de don Pedro José de Alvarado y Baeza, vicario de Cartago y presidente de la Junta Gubernativa interina de Costa Rica de diciembre de 1821 a enero de 1822. De este matrimonio nacieron los siguientes hijos: 1) María Feliciana, que casó con don Ignacio Llorente y Arcedo y fue madre del primer obispo de Costa Rica, Anselmo Llorente y Lafuente; 2) Antonio, sacerdote, maestro de gramática en Guatemala; 3) Petronila, soltera; 4) Baltasar, sacerdote, cura de Rivas de Nicaragua; 5) María de Jesús, soltera; 6) Lucía, que casó en primera nupcias con José Antonio de Bustos y en segundas con Rafael de Granja y Hurtado; 7) Ambrosia, que casó con Francisco Javier de Villasanta y Echeverría; 8) Antonia Onofre, que casó con Tomás González; 9) Francisco Nicolás, que cursó estudios eclesiásticos pero aparentemente murió antes de ordenarse; 10) Jacinta, que casó con Rafael de la Mata y fue madre de Juan Rafael Mata Lafuente, quien fue canciller de Costa Rica en 1869 y 1876, y 10) Manuel, fraile recoleto. 

## Traslado a América
El 10 de abril de 1758 el Colegio de Protonotarios de Roma le otorgó el título de notario apostólico, escribano público y juez ordinario, con el cual se trasladó al reino de Guatemala. En la ciudad de León, sede de la diócesis de Nicaragua y Costa Rica, obtuvo la aprobación de esos títulos, y después se estableció en Costa Rica.

## Carrera pública
En 1765 fue nombrado como juez de residencia del difunto gobernador don Francisco Fernández de la Pastora y Miranda, cargo que ejerció hasta 1767. En 1769 fue teniente juez de los campos de Cartago. Posteriormente desempeñó los cargos de proveedor de tabacos del corregimiento de Nicoya y juez subdelegado de medidas de tierra. De 1773 a 1778 fue receptor de la Real Renta de Alcabalas y desde 1774 administrador de la Real Renta de Correos de Mar y Tierra de la provincia de Costa Rica. En 1774 fue procurador síndico de Cartago. También fue regidor de Cartago y alférez real.
En 1777 fue elegido como alcalde primero de la ciudad de Cartago, cargo que conllevaba el de teniente de gobernador. Sin embargo, el gobernador Juan Fernández de Bobadilla se negó a reconocerle esa condición, hasta que una real cédula ordenó que fuera reconocido como teniente de gobernador. Ejerció interinamente el gobierno de Costa Rica durante las administraciones de don Juan Flores y Sánchez y don Tomás de Acosta y Hurtado de Mendoza. También fue anotador de hipotecas de la provincia de Costa Rica.

## Otras actividades
De 1778 a 1791 fue síndico del convento de San Francisco de Cartago. De 1786 en adelante fue asentista del ramo de aguardiente y anotador de hipotecas de la provincia de Costa Rica.